# 滨榕
滨榕（学名：Ficus tannoensis）是桑科榕属的植物，是台灣的特有植物。分布在台灣本島，目前已由人工引种栽培。

## 异名
- Ficus tannoensis Hayata f. rhombifolia Hayata